# Porotachys
Porotachys is een geslacht van kevers uit de familie van de loopkevers (Carabidae). De wetenschappelijke naam van het geslacht is voor het eerst geldig gepubliceerd in 1914 door Netolitzky.

## Soorten
Het geslacht Porotachys omvat de volgende soorten:
- Porotachys bisulcatus (Nicolai, 1822)
- Porotachys luxus (Andrewes, 1925)
- Porotachys ottomanus Schweiger, 1968
- Porotachys recurvicollis (Andrewes, 1925)
- Porotachys termiticola (Andrewes, 1936)